# Colegio Oficial de Médicos de Córdoba
El Ilustre Colegio Oficial de Médicos de Córdoba (COMCORDOBA) se fundó en enero de 1899, cuando se produce en Córdoba la separación de los Colegios Médico y Farmacéutico, quedando de Presidente del Colegio de Médicos, el Dr. José María Rodríguez Jiménez. La creación administrativa de los Colegios de Médicos de España, se produjo a raíz del Real Decreto de 12 de abril de 1898, disponiendo la obligatoriedad de la colegiación.

## Historia

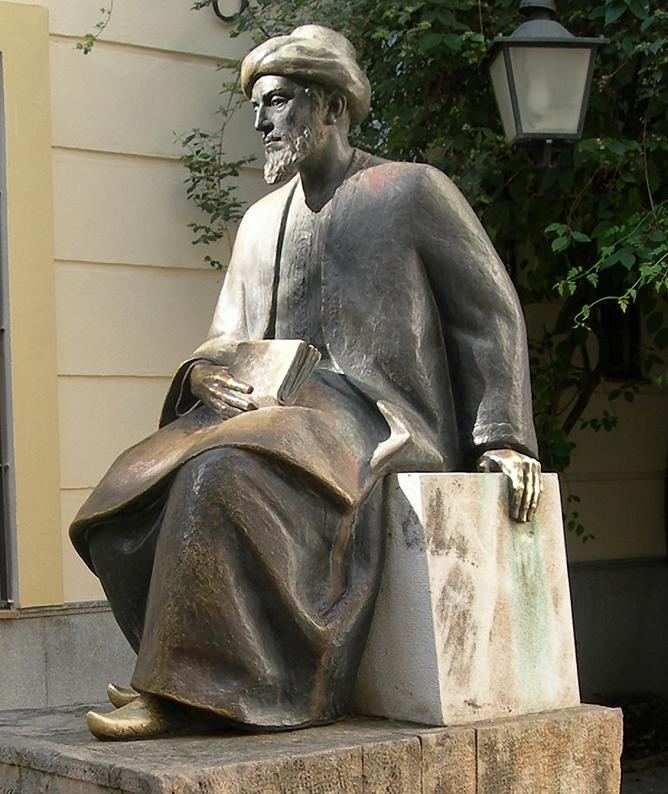
Maimónides, Moshé ben Maimón, médico cordobés

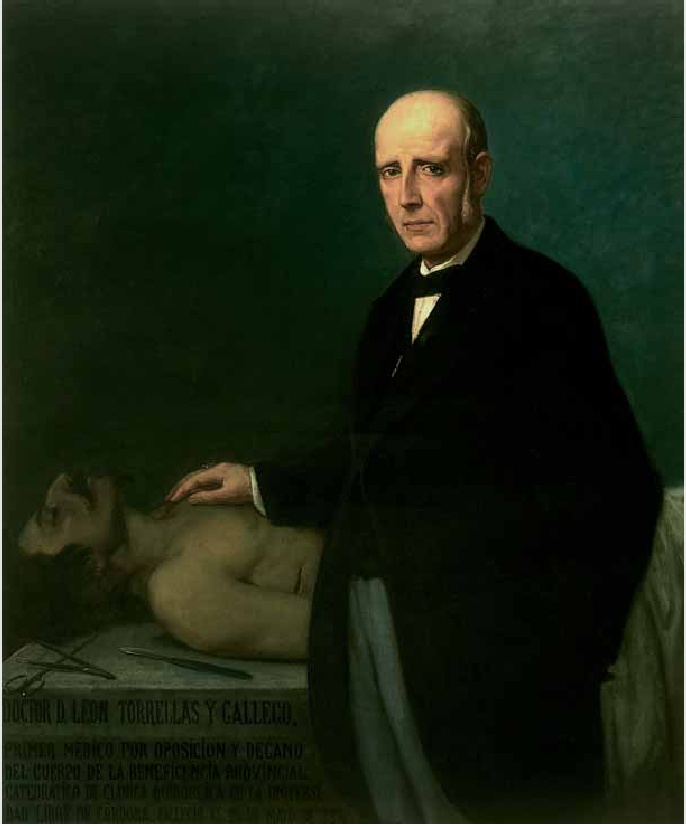
León Torrellas, primer presidente del Colegio de Médicos de Córdoba

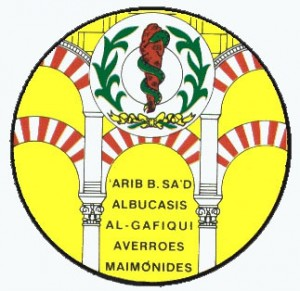
Logotipo del Colegio de Médicos de Córdoba, hasta julio de 2016

Gracias al arabista, historiador, académico y pediatra cordobés, Dr. Antonio Arjona Castro, se difundieron textos, escritos principalmente por el médico y escritor árabe cordobés del siglo X, Sulayman Ibn Yulyul, que describía cómo en aquella época el control de la práctica médica la realizaba la autoridad gremial, ya que los médicos se agrupaban en organizaciones gremiales.
Dentro de estos primitivas asociaciones de médicos se realizaba el control de la práctica profesional, luchando contra el intrusismo por parte de charlatanes y curanderos. Los médicos cordobeses de entonces se inscribían en un registro llamado “Diwan al-atibba”, y había un inspector de los médicos para controlar que el ejercicio profesional se realizara dentro de ciertos límites éticos y científicos. En aquellos años, destacaron las aportaciones de insignes médicos como Isaac, Arib in Said, que tuvieron como maestro a Rhazes (de origen persa pero que vivió en Córdoba y otros como Abulal-zuhr, Avenzoar, Averroes, Maimónides y Al-gafiqi, seguidores de la obra médica de Avicena.
Ibn Yulyul, además de describir perfectamente la existencia del "Presidente del Colegio de Médicos", cita nombres de médicos de reconocido prestigio, de las tres culturas, entre otros: Hamdin b. Ubba, Jalid b. Yazid b. Ruman, Yahyá h. Isháq, Sa'id b 'Abd Rabihi, Molé b. Hannok, Hasday b. Saprut, Recemundo (Rabi'b. Zayd), etc. La historia de la oftalmología cordobesa hispano-árabe comienza en el viaje de formación que realizan en el año 940, a Bagdad, los hermanos Ah'mad y Umar, hijos de otro médico cordobés, Yunus. Abulcasis, natural de Medina Azahara, fue posterior (murió en 1010-1013 a la edad de 101 años) El siglo siguiente en Córdoba también nació Moshé ben Maimón, Maimónides, (1135-1204) que fue uno de los científicos más relevantes de la Edad Media.
Aquella etapa de hace más de mil años, la cultura islámico-hispana desarrollada e impulsada desde Córdoba, supuso un gran legado para el mundo occidental: aparte de las innovaciones técnicas desarrolladas entonces, las ideas de aquellos médicos y en especial de Averroes y Maimónides, sirvieron para establecer un diálogo entre la religión y la razón.
Los Colegios Médicos de España, se crearon administrativamente por Real Decreto de 12 de abril de 1898, si bien, anteriormente existieron distintos tipos de asociaciones, generalmente médico-farmacéuticas, originadas por diversas ordenaciones legales de los años 1832 y 1837. Así en 1834 aparece el Boletín de Medicina, Cirugía y Farmacia, órgano oficial de la “Sociedad de Socorros Mutuos, creada con marcado carácter corporativo. El 1 de junio de 1853 hay constancia del fallecimiento del presidente Dr. Antonio de Luna y García. En 1856 se crea en Madrid la “Alianza de Clases Médicas” al amparo de la Ley de Sanidad de 1855, verdadero germen de los futuros Colegios de Médicos. El 21 de junio de 1856, se nombran 27 juntas provinciales, entre las que se encontraba la de Córdoba y de presidente el médico Antonio María Cubero junto con sendos vocales, uno médico y otro farmacéutico. En 1869, se funda la Junta Central de la Asociación Médico-Farmacéutica Española que en 1875 se transforma en “Colegio Médico-Farmacéutico español”. En marzo de 1878 la clase médica de Córdoba intenta formar una asociación que “tienda a velar por el buen orden en su ejercicio, promover y propagar el adelanto de las ciencias, y contribuir a la prosperidad de la clase y el buen servicio público. Este intento no ve su fruto hasta el 22 de julio de 1880, en que se constituyó el Colegio de Médicos de Córdoba y se procedió a la elección de su Junta de Gobierno, saliendo de Presidente el Dr. León Torrellas y Gallego. El 23 de diciembre de 1894, nace el Colegio Médico-Farmacéutico de Córdoba, siendo su Presidente el farmacéutico Enrique Villegas y Rodríguez. Los colegios de Córdoba y Sevilla fueron los dos primeros en constituirse en la España meridional de entonces.
El 14 de julio de 1903, se publica la “Instrucción General de Sanidad Pública” que regula el ejercicio profesional y la colegiación obligatoria en sus artículos 85 a 91. El Real Decreto de 12 de enero de 1904 otorga definitivamente a los Colegios de Córdoba, Sevilla, Granada y Almería la condición de corporaciones oficiales. La Real Orden de 6 de diciembre de 1917 aprueba los estatutos de los Colegios Médicos Obligatorios. Es el 8 de marzo de 1918 cuando se celebra la asamblea constituyente del Colegio de Médicos de Córdoba y se procede a inscribir en el libro de registro oficial a los médicos asistentes, siendo el primero en ser inscrito el Dr. Rafael Lira Montenegro, con ejercicio en Villaralto. La primera Junta de Gobierno la Presidió el Dr. Emilio Luque Morata. En ella se aprobó fijar la cuota anual en diez pesetas pagaderas en semestres y la de entrada en cinco. Hay constancia de que el 27 de abril de 1946 se establece la cuota colegial en 10 pesetas mensuales.

## Actividades
Desde el año 2002, ininterrumpidamente, se concede un importante Premio de Investigación, a los mejores trabajos de investigación publicados por médicos colegiados en el Colegio de Médicos de Córdoba.

## Presidentes

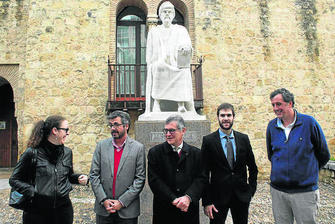
Dr. Bernabé Galán, Presidente del Colegio de Médicos de Córdoba, (en el centro) en la inauguración de la restauración de la estatua de Averroes (13 de noviembre de 2014)

Las sucesivas Juntas Directivas estuvieron presididas por los siguientes doctores:
- Rafael Beltrán y Burón, 13 de julio de 1919, por dimisión del anterior.
- Rafael Beltrán y Burón, 17 de enero de 1920, por elección, hasta junio de 1920.
- Manuel Villegas Montesinos, de junio a agosto de 1920.
- Francisco Bueno Roldán, 9 de agosto de 1920, por dimisión del anterior.
- Emilio Luque Morata, 5 de febrero de 1921, por dimisión del anterior.
- Francisco Bueno Roldán, 19 de febrero de 1921, por dimisión del anterior.
- Francisco Bueno Roldán, 16 de enero de 1923, por elección, hasta 15 de enero de 1927.
- Julián Ruiz Martín, año 1927, por elección, desde el 15 de enero a abril de 1929.
- Rafael Giménez Ruiz, 27 de abril de 1929, por dimisión del anterior.
- Rafael Giménez Ruiz, año 1930, y como Presidente Honorario Miguel Benzo Cano, Inspector provincial de Sanidad. Ese mismo año presenta su dimisión, que no es aceptada por la Junta Directiva, al ser nombrado Alcalde de Córdoba Rafael Giménez Ruiz.
- Leandro González Soriano, 10 de febrero de 1931, por elección.
- Leandro González Soriano, 9 de enero de 1933, por elección.
- Leandro González Soriano, 10 de enero de 1934, por elección y como Presidentes Honorarios
- Miguel Benzo Cano, Inspector provincial de Sanidad y José Pérez Mateos, fundador de Previsión Médica Nacional. Está de presidente hasta el 15 de julio de 1935,
- Francisco Berjillos del Río, presidente desde julio de 1935 por designación gubernamental.
- Francisco Berjillos del Río, 16 de enero de 1940, por designación de la Dirección General de Sanidad, dependiente del Ministerio de la Gobernación, previo informe del Consejo de FET (Falange Española y Tradicionalista) y de las JONS (Juntas Ofensivas Nacional Sindicalistas), que incluso tiene que dar aprobación a todos los acuerdos de la Junta de Gobierno del Colegio, como el de adquirir una nueva sede.
- Francisco Berjillos del Río, continúa de presidente en octubre de 1941, si bien, no se reúnen ni el Pleno de la Junta de Gobierno ni la Asamblea General, sino que los acuerdos son tomados en Comisión Permanente y tienen que ser aprobados por el Consejo de la FET y de las JONS.
- En febrero de 1944, continúa el mismo presidente, Dr. Berjillos, y es nombrado Alcalde de la Ciudad un vocal de su Junta Directiva, Dr. Antonio Luna Fernández, quien permanece en el cargo hasta abril de 1948.
- El 7 de diciembre de 1945, tras unas nuevas elecciones, es reafirmado en el cargo el Dr. Berjillos del Río. En 1946, el 27 de abril, es nombrado vicepresidente del Colegio, precisamente el Alcalde Dr. Antonio Luna.Dra. Mª del Carmen Arias Blanco. Especialista en Medicina de Familia y Comunitaria. Presidenta del Colegio Oficial de Médicos de la Provincia de Córdoba desde noviembre de 2021

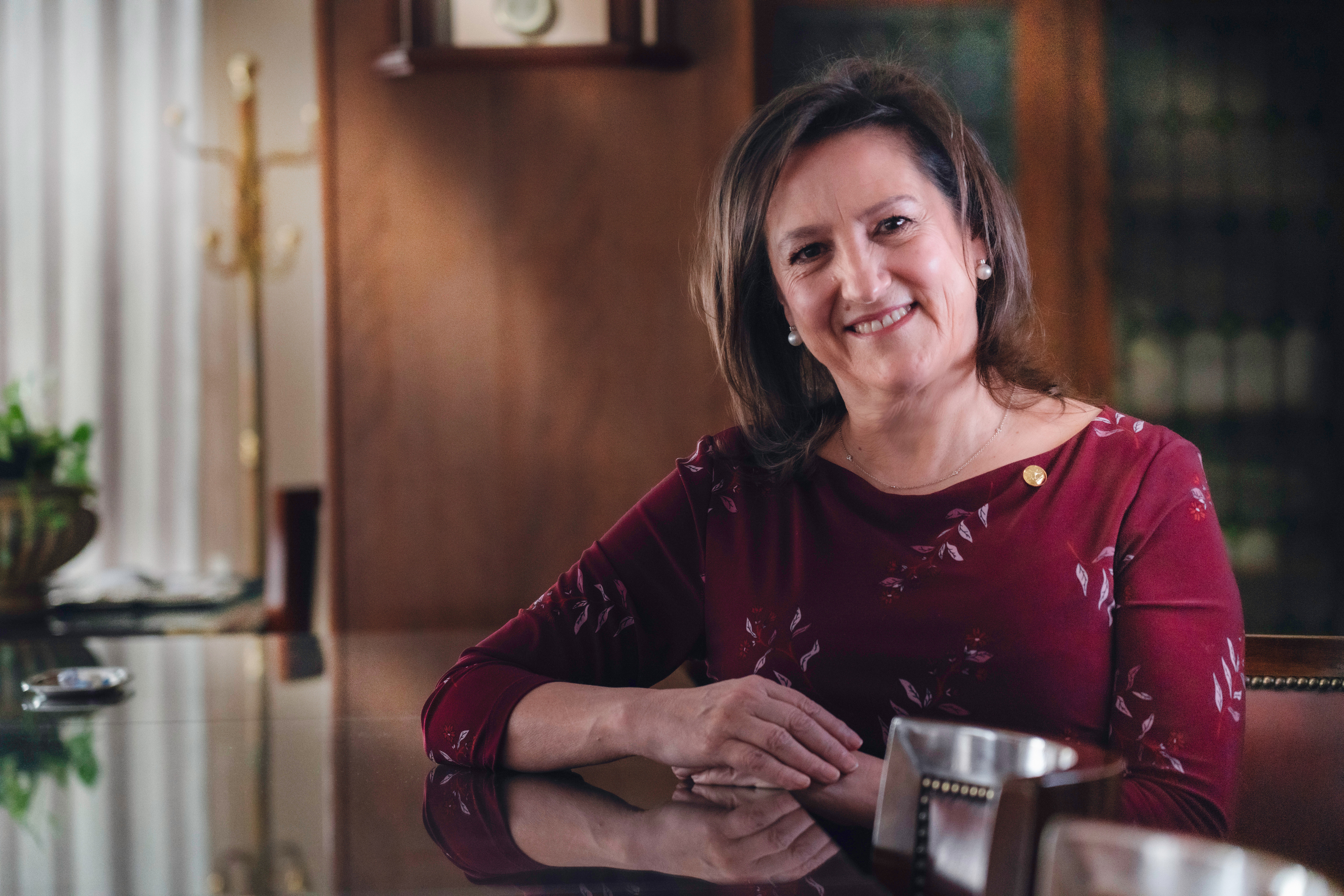
Dra. Mª del Carmen Arias Blanco. Especialista en Medicina de Familia y Comunitaria. Presidenta del Colegio Oficial de Médicos de la Provincia de Córdoba desde noviembre de 2021

- El 7 de marzo de 1946, es nombrado presidente José Navarro Moreno, quien permanece en el cargo hasta el 9 de diciembre de 1963. En 1948, visita Córdoba el descubridor de la penicilina, Dr. Alexander Fleming, que es atendido por el Dr. Enrique Luque Ruiz y por las autoridades municipales.
- Dr. José Navarro Moreno, es renovado por el Consejo General por otros 5 años, el 29 de marzo de 1951.
- Dr. José Jordano Barea, es elegido presidente democráticamente y toma posesión el 9 de diciembre de 1963.
- El 31 de enero de 1970 es elegido democráticamente el Dr. Manuel Ruiz-Maya Chinchilla.
- Dr. Luis Armenta Camacho, es elegido democráticamente y toma posesión el 17 de febrero de 1976.
- Dr. Eladio García García es presidente desde 29 de marzo de 1981 a 2001.
- Dr. Jesús Aguirre Muñoz, presidente desde 2001 a 2006.
- Dr. Fernando León García, por dimisión del anterior, 2006-2007
- Dr. Serafín Romero Agüit, presidente 2007-2009.
- Dr. Fernando Carlos Rodríguez López, por dimisión del anterior, 2009.
- Dr. Cesáreo García Poyatos, 2009-2013.
- Dr. Manuel Montero Perez-Barquero, por fallecimiento del anterior, 2013.
- Dr. Bernabé Galán Sánchez, presidente desde el 17 de diciembre de 2013 a noviembre de 2021.
- Dra. María del Carmen Arias Blanco, presidenta desde el 9 de noviembre de 2021.

## Sedes del Colegio
- 1921: Alfonso XIII, 6 - Principal (además se encontraban alquilados en la misma los colegios de Practicantes y de Farmacéuticos)
- Marzo de 1924: Se traslada a calle Gondomar, 1; primera planta.
- En 1930 consta como domicilio la Plaza de Cánovas (Actual Plaza de Las Tendillas).
- En 1931, dicha plaza de Cánovas, cambia de nombre a Plaza de la República.
- 1936: De la Plaza de la República, 7 - A (Tendillas) se traslada a la Calle Málaga, 12; 1ª planta.
- 1940: Consta como domicilio social la Calle Cruz Conde, 12; 1ª planta (es la misma sede anterior, ya que el nombre de Calle Málaga cambia a Cruz Conde y Málaga se traslada a la calle que va de las Tendillas a la calle Sevilla.
- 1957: Con la ayuda de Previsión Sanitaria Nacional se aprueba la construcción de una nueva sede en calle María Cristina, 7.
- 1985: Ronda de los Tejares, 32; escalera 1ª; planta 4ª.
- 2007: Se adquiere un solar en Avda. de la Arruzafa, 12 para construir nueva sede.
- 2020. Continúa la sede en Ronda de los Tejares, 32; escalera 1ª; planta 4ª.

## Curiosidades
- El Colegio de Médicos de Córdoba ha intervenido tanto en los problemas de la profesión, como en las costumbres y actos culturales y religiosos de la ciudad, así como ha impartido conferencias y reuniones abiertas a la población cordobesa como podemos leer en el libro del Dr. Arjona, “El Colegio de Médicos y los Médicos de Córdoba en la Edad Media y en Época Contemporánea”. Destaca la intima unión Colegios Médicos-Cofradía de San Cosme y San Damián,[18] cuyas actas, en el caso de Córdoba, se encuentran custodiadas en el Colegio desde la Fundación de la misma, y cuyo hermano mayor siempre un miembro de la Junta de Gobierno.
- El Colegio tenía asignadas funciones administrativas del Estado, ejemplo de ello es la potestad de designar tres médicos para el Tribunal de oposiciones a plazas vacantes de las Casas de Socorro cordobesas. También, al crearse el Seguro Obligatorio de Enfermedad (SOE), y al acumularse las plazas a los Médicos Titulares, se autoriza al Colegio a nombrar un habilitado para cobrar y pagar los haberes de los médicos que trabajen para entidades colaboradoras del SOE (Obra Sindical 18 de julio, Mutualidades, Ferroviarios, etc) Así mismo, era preceptiva la participación del Colegio en la elección de Diputados provinciales de carácter corporativo, en la llamada Democracia Orgánica del Régimen de Francisco Franco.
- Del Colegio de Córdoba, siendo presidente Eladio García partió la idea de crear el Consejo Andaluz de Colegios de Médicos, siendo elegido el 11 de mayo de 1988 en la sede del Consejo General en Madrid, y saliendo de presidente Eladio García García.
- Sentido de solidaridad ante las desgracias familiares de los colegiados. Existía el Premio Emilio Luque para ayudar en los estudios a hijos de colegiados.
- Siempre se ha festejado el día de la Patrona, Virgen del Perpetuo Socorro, el 27 de junio, y desde 2014 se denomina Día de la Profesión Médica, manteniéndose la imagen de la citada Virgen en las invitaciones al acto.
- En tiempos de la República, al verse las clases sanitarias amenazadas, crearon una especie de Unión Profesional Sanitaria. En la actualidad, junto con los Colegios de Veterinarios, Farmacéuticos, Odontólogos y Enfermeras, han fundado la Unión Profesional Cordobesa (UPSACO)
- En la última modificación de estatutos aprobada en asamblea de 24 de junio de 2016, a propuesta del presidente Dr. Bernabé Galán Sánchez, se aprobó la moción para que los expresidentes, tuvieran a perpetuidad el título de Presidente del Colegio de Médicos de Córdoba, y pudieran ostentar la representación del mismo en los actos y ocasiones en que fuese encargado por el presidente vigente. Este hecho rememora la costumbre que había antiguamente de nombrar "Presidente Honorario" a quien destacara en su mandato y así lo aprobara el Consejo General de Colegios de Médicos de España, a propuesta de la Permanente de la Junta Directiva.